# Caesarstone Sdot-Yam
Caesarstone Sdot-Yam oder nur Caesarstone ist ein börsennotiertes israelisches Unternehmen, das mit Polyesterharz gebundenen Kunststein aus Quarz herstellt. Der Hauptsitz des 1987 gegründeten Unternehmen befindet sich im Kibbuz Sdot Jam in der Nähe der Stadt Caesarea. Caesarstone verkauft seine Produkte in 42 Ländern der Welt.
Die Produkte von Caesarstone werden üblicherweise als Küchenarbeitsplatten, Böden und als Arbeitsplatten für Badezimmer verwendet.